# USS Porter (DDG-78)
USS Porter (DDG-78) — эскадренный миноносец типа «Арли Бёрк». Построен на верфи Ingalls Shipbuilding, приписан к морской станции Норфолк, штат Виргиния. Приписан к 2-й эскадре Атлантического флота США.
Командир корабля (с 28 января 2016) — Андриа Слау (Andria L. Slough). назван в честь Дэвида Портера

## Боевая служба
При переходе в расположение пятого флота США в Бахрейне в ночь с 11 на 12 августа 2012 г. эсминец USS Porter столкнулся в Персидском заливе недалеко от Ормузского пролива с японским нефтяным танкером Otowasan, шедшим под флагом Панамы. Как отметили на официальном сайте американских ВМС, способность самостоятельно передвигаться судно не утратило. Столкновение произошло около 1:00 по местному времени 12 августа 2012 г.
7 апреля 2017 года эсминец участвовал в ударе крылатыми ракетами «Томагавк» по сирийской авиабазе Эш-Шайрат.